# Andrei Stratilatul
Sfântul Mucenic Andrei Stratilat a fost ofițer superior  (statilat) în armata împăratului roman, Maximian Galeriu, din secolul al III-lea, care a fost ucis într-o zi de duminică, pe 19 august, a anului 294, ori a anului 305. Este comemorat ca martir  la 19 august, odată cu cei 2.593 de soldați ai săi de către Biserica Catolică și Biserica Ortodoxă.

## Viața
Se știu puține despre viața sa timpurie, cu excepția faptului că a fost sirian la origine și comandant militar în armata romană în timpul domniei împăratului Maximian (284–305). Când o mare armată persană a invadat teritoriile siriene, guvernatorul Antioh i-a încredințat Sfântului Andrei comanda armatei romane, dându-i titlul de „Stratelates” („Comandant”). Invocându-l pe Hristos să-l ajute și cu un mic detașament de soldați păgâni în luptă, Sfântul Andrei a pornit împotriva adversarului și a înfrânt numeroasele oști de perși. Deși s-a întors glorios în Antiohia, după ce a câștigat o victorie totală, unii oameni l-au denunțat guvernatorului Antioh, spunând că este un creștin care i-a convertit la credința sa pe soldații aflați sub comanda lui.

## Procesul și moartea
Andrei a fost chemat la judecată și apoi torturat. Unii dintre soldații săi au fost răstigniți, în timp ce alții au fost închiși în carceră. Antioh a trimis raportul de acuzații împăratului pentru a decide dacă va impune pedeapsa cu moartea comandantului întemnițat. Împăratul, care știa cât de mult îl iubea armata pe Sfântul Andrei, se temea de o răzvrătire, prin urmare i-a eliberat, în timp ce ordona în secret executarea lor sub diferite pretexte. Sfântul Andrei a mers cu ostașii săi credincioși la Tars pentru a fi botezat de episcopul local Petru și episcopul Nonos de Beroea, dar mai târziu a fugit spre muntele Taur după persecuțiile locale din orașul cilician. Într-un defileu adânc din interiorul munților, armata romană i-a prins în ambuscadă, masacrând pe Sfântul Andrei și pe toți cei 2.593 de soldați care erau cu el în acea zi.